# Padenia sordida
Padenia sordida là một loài bướm đêm thuộc phân họ Arctiinae, họ Erebidae.